# Aurore Sand

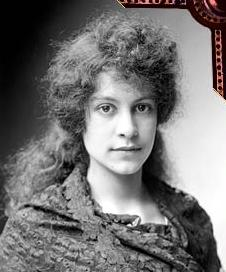
Aurore Sand (um 1886)

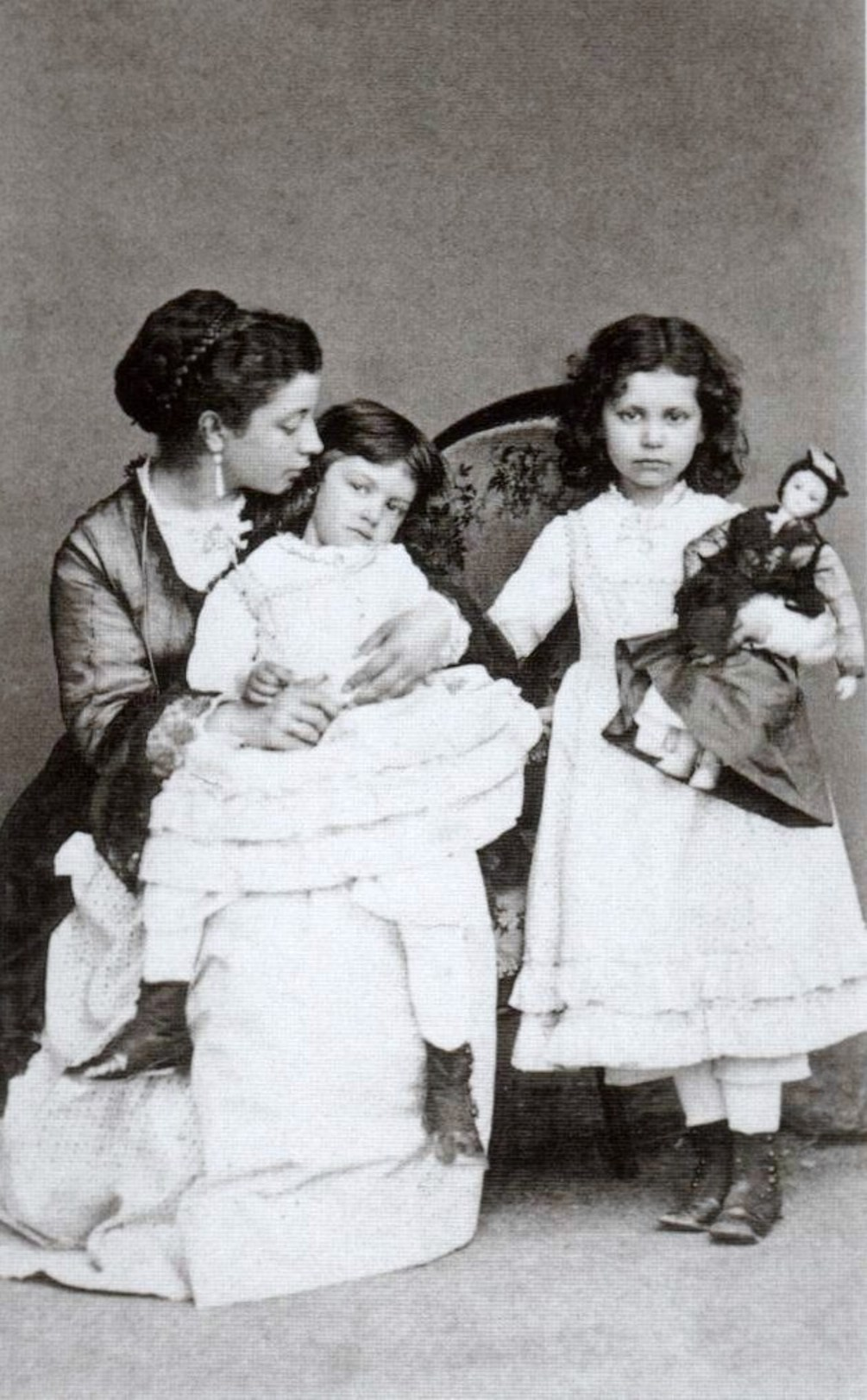
Aurore (rechts) und Gabrielle mit ihrer Mutter Lina Calamatta (1871)

Aurore Sand (geb. 10. Januar 1866 in Nohant-Vic; gest. 16. September 1961 ebenda) war eine französische Schriftstellerin, Malerin und die letzte Eigentümerin des Maison de George Sand.

## Leben
Jeanne Claudine Aurore Dudevant, genannt Aurore Sand, ist die Tochter der italienischen Künstlerin Lina Calamatta (1842–1901) und von Maurice Sand (Baron Dudevant) und die Enkelin der Schriftstellerin George Sand. Sie lebte mit ihren Eltern und ihrer jüngeren Schwester Jeanne-Lucille-Gabrielle (1868–1909) auf dem Landsitz ihrer Großmutter in Nohant in der historischen Provinz Berry. In dieser dörflichen, von Hecken- und Weidenlandschaft geprägten Abgeschiedenheit des Berry hatte auch George Sand ihre Kindheit verbracht, mit kurzen Unterbrechungen mehr als vierzig Jahre gelebt und einen Großteil ihrer Romane geschrieben.
Ihre ersten zehn Lebensjahre wuchs Aurore Sand behütet bei ihrer Großmutter auf, sie sollte eine glückliche Kindheit haben, „ohne zu wissen, daß es das Böse gibt“. George Sand schrieb 1868 an Gustave Flaubert: „Sie ist so wohlgestaltet wie intelligent und gut, daß sie für mich wie eine Traumgestalt ist.“ Sie förderte schon früh die Fähigkeiten ihrer Enkelin, gab ihr ab dem Alter von fünf Jahren täglich zwei Stunden Unterricht und ließ sie die Ilias und die Odyssee lesen. Sie habe ihr auch Nützliches für das praktische Leben beigebracht.
Mit 23 Jahren heiratete Aurore Sand den elsässischen Maler Charles-Frédéric Lauth (1865–1922), der sie schon bald mit anderen Frauen betrog. Um sich abzulenken, unternahm sie in dieser Zeit viele Reisen nach Spanien und begann zu malen. Ihre Landschaftsbilder signierte sie mit dem männlichen Pseudonym „Claudio Padilla“. Sie nahm an Ausstellungen im Salon des Indépendants und Salon des Peintres Orientalistes Français teil.

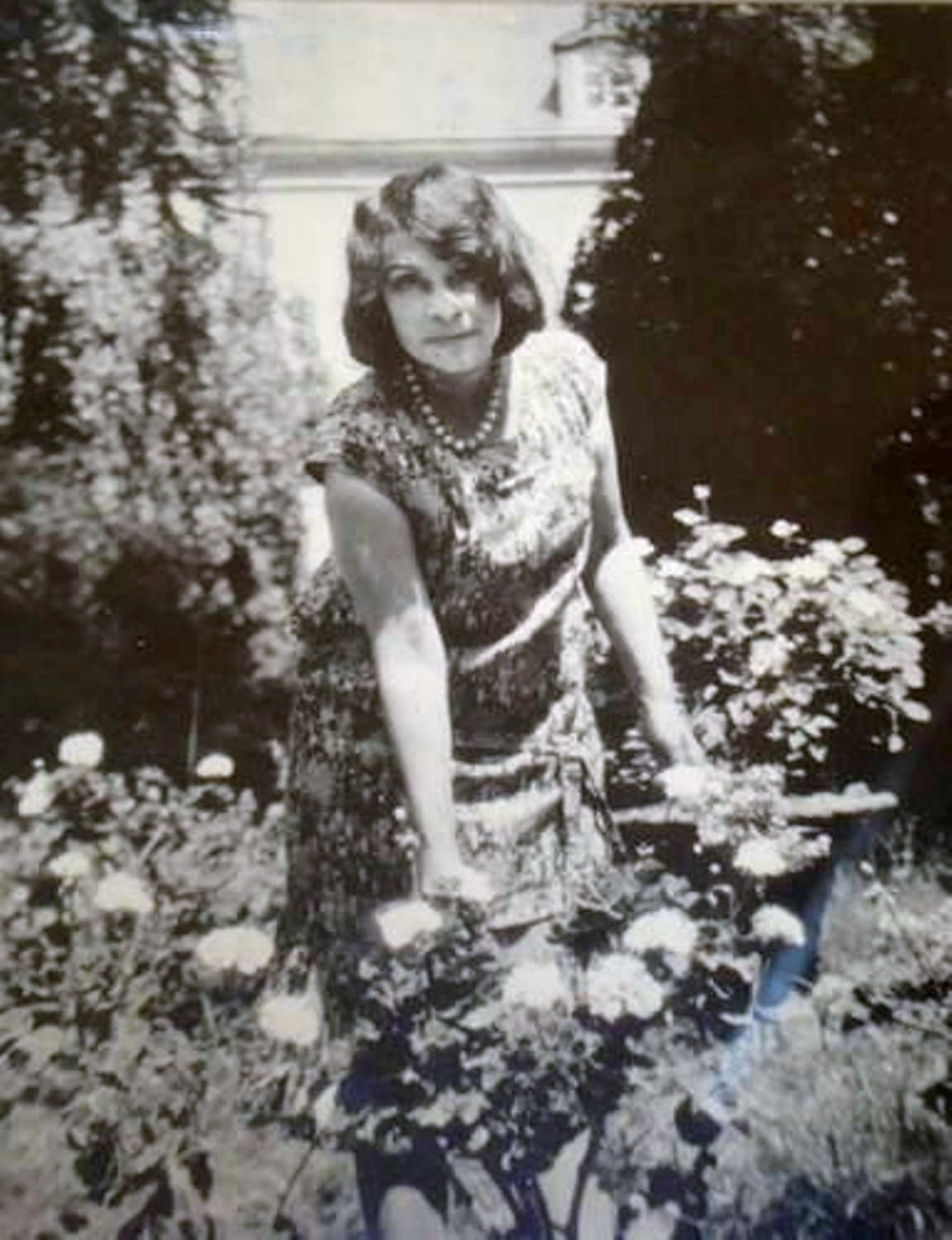
Aurore Sand im Garten von Nohant (zwischen 1915 und 1920)

Aurore Sand widmete sich zeitlebens dem Werk und Andenken ihrer Großmutter, über die sie schrieb: „Sie arbeitete mit unvergleichlichem Eifer und einem erstaunlichen Rhythmus, um ihr riesiges Haus zu unterhalten. […] Es waren dort ständig sieben Dienstboten beschäftigt […] Dann gab es die Familie, wenigstens fünf Personen, und die Freunde, die fast jeden Tag das Haus füllten. […] Nohant war ein summender Bienenstock, der von der Arbeit von George Sand lebte.“ Neben Büchern über das Leben von George Sand in Nohant (George Sand chez elle; Le Berry de George Sand) veröffentlichte Aurore Sand eigene Romane, doch sie blieb lebenslang als „petite fille de Georges Sand“  in deren Schatten. Rezensenten ihres Romans Encarnacion von 1923, der von einer ihrer Reisen nach Spanien inspiriert war, befanden, dass ihr flüssiger Stil dem ihrer Großmutter ähnele. In der Literaturgeschichte hinterließ ihr literarisches Werk kaum Spuren. 1926 gab sie posthum das Tagebuch von George Sand, Journal intime, heraus.
Während des Zweiten Weltkriegs nahm Aurore Sand in Nohant Flüchtlinge und britische Flieger auf. Sie soll der Résistance nahegestanden haben. Nach dem Krieg beschäftigte sie sich zusammen mit ihrem Patensohn, Georges Smeets, den sie 1958 adoptierte, mit den Manuskripten und Briefen in den Familienarchiven. Sie schenkte verschiedenste Dokumente der Bibliothèque historique de la ville de Paris. Schon 1923 hatte sie dem Musée Carnavalet Familienporträts und Schmuck mit einer Schenkung überlassen. Das Anwesen vermachte sie 1953 dem französischen Staat. Bis zu ihrem Tod mit 95 Jahren bewohnte sie ihr Zimmer im ersten Stockwerk des Schlosses Nohant. Sie wurde auf dem kleinen Friedhof von Nohant an der Seite ihrer Ururgroßmutter Marie-Aurore de Saxe beigesetzt.

## Schriften (Auswahl)
- George Sand Chez elle, 1900
- Encarnacion (Roman), Grasset, Paris 1923
- La vie commande (Roman),  Aux Éditions Radot, Paris 1926
- Le Berry de George Sand, 1927
- Pour remettre à Franck (Roman), 1927

als Herausgeberin
- George Sand: Journal intime, Tagebuch, posthum herausgegeben mit einer Einführung von Aurore Sand, Calmann-Lévy,  Paris 1926 (Wikisource)